# حنا الفاخوري
حنا الفاخوري أديب ولغوي عربي ومؤرخ لبناني ولد الأب حنا الفاخوري
سنة 1914 في زحلة، وكان ذووه قد نزحوا إليها من قرية مجدلون قرب بعلبك في أوائل الحرب العالمية الأولى، تلقى دروسه الابتدائية في زحلة وفي حوش حالا بريّاق.
سنة 1927 انتقل إلى القدس حيث أنهى دروسه المتوسطة والثانوية، وسنة 1936، وبعدما
أنهى الدراسة الفلسفية، انضم إلى جمعية المرسلين البولسيين وانتقل إلى حريصا. كلّف التدريس في الإكليريكية التي أنشأتها الجمعية البولسية إذ ذاك، وبدأ منذ تلك الفترة نشاطه الثقافي، فكان يتابع دراسته اللاهوتية، وفي الوقت عينه يدرّس ويضع الكتب المدرسية وغيرها من الكتب الأدبية.
كتـب أكثـر من مئـة كـتاب في اللغة والأصول والإنشاء والأدب والفلسفـة والدين، واشتـهر في كتابه «تاريـخ الأدب العربي» الذي ظهرت الطبعة الأولى منه سنـة 1951 وأصبـح مقرونـاً باسمه في كل أنحـاء العالم العربـي، وترجمـه إلى اللغة الفارسية سنة 1958 وإلى اللغة الروسية سنة 1959. سنة 1958 كتب «تاريخ الفلسفة العربية» وقد ترجم أيضاً إلى اللغة الفارسية.
وضع سلاسل مدرسية عديدة حول الأدب واللغة، كما حقق في الكثير من مؤلفات التراث شارحاً معلّقاً.
محاضر في جامعات أوروبية عدة وفي مؤسسات تونسية ومغربية.
يحمل أوسمة مختلفة من وطنه لبنان ومن إيران ومن البرازيل.

## مؤلفاته
من مؤلفاته:
1. جداول الصرف والنحو، أو النحو العربي في سبع صفحات. - حريصا 1940.
2. أبو العلاء المعري، دراسة علمية وأدبية وضعها بداعي الاحتفال بذكرى فيلسوف المعرّة - حريصا 1945.
3. القيصران. رواية تمثيليّة نقلها إلى العربيّة شعراً وبتصرّف، وطبعت في حريصا سنة 1942.
4. إخوان الصّفاء: دراسة موسّعة في سلسلة فلاسفة العرب - حريصا 1947.
5. عدّة سلاسل مدرسيّة في اللّغة والقواعد والإنشاء والأدب والفلسفة - حريصا - بيروت.
6. تاريخ الأدب العربي، في نحو 1200 صفحة كبيرة. - حريصا 1951. وقد تُرجم في جامعة موسكو إلى اللّغة الرّوسيّة، وقرر تدريسه في أكثر الجامعات العالميّة وهو لا يزال الكتاب الأوّل في مادّة الأدب العربيّ في جميع الأقطار العربيّة.
7. الخلاصة في الأدب العربيّ، حريصا 1952.
8. الجاحظ في سلسلة نوابغ الفكر العربيّ - دار المعارف بيروت 1953.
9. منتخبات الأدب العربي - حريصا 1954.
10. سلسلة الجديد في الأدب العربي، في ستّة أجزاء - مكتبة المدرسة ودار الكتاب اللّبناني - بيروت 1955.
11. الموجز في الأدب العربيّ في خمسة أجزاء - دار المعارف بمصر 1955.
12. الحكم والأمثال في سلسلة فنون الأدب - دار المعارف بمصر 1956.
13. الفخر والحماسة في سلسلة فنون الأدب - دار المعارف بمصر 1956.
14. ابن المقفّع في سلسلة نوابغ الفكر العربيّ - دار المعارف بمصر 1957.
15. تاريخ الفلسفة العربيّة، في جزأين كبيرين بالاشتراك مع الدّكتور خليل الجر - دار المعارف - بيروت 1957 - 1958. وقد اختُصر في طبعة مدرسيّة، وتُرجم إلى اللّغة الرّوسيّة.
16. تاريخ الأدب العربي في المغرب (المغرب الأقصى - الجزائر - تونس - ليبيا). كتاب ضخم كان له الأثر الواسع في الأوساط العلميّة بيروت 1982.
17. المعجم الوافي في علوم النّحو والبيان والقوافي. بالاشتراك مع وفاء الباني وانطوان اسطفان - بيروت 1983.
18. الموجز في الأدب العربيّ وتاريخه، في أربعة أجزاء - دار الجيل - بيروت 1985.
19. الجامع في تاريخ الأدب العربيّ. دار الجيل - بيروت 1986.
20. منتخبات الأدب العربي